# 四川省仁寿第一中学校
四川省仁寿县第一中学校位于四川省眉山市仁寿县文林镇，是仁寿县规模最大的普通高中，为四川省一级示范高中。

## 学校历史
- 前身是建于1764年的鳌峰书院
- 1906年改名为鳌峰中学
- 1925年改名为仁寿县立初级中学
- 1939年改名为仁寿县立中学
- 1953年，校址迁至南坛坳
- 1956年改名为四川省仁寿县第一中学校

## 成就
- 1995年四名同学参加全国化学竞赛，囊括全国前三名
- 1999年高考上线人数1032人，升学人数居四川省各中学第一。[來源請求]

### 知名校友
- 中国科学院院士黄汲清
- 全国政协副主席杨汝岱